# Эттенхард и Абарка, Франсиско Антонио де

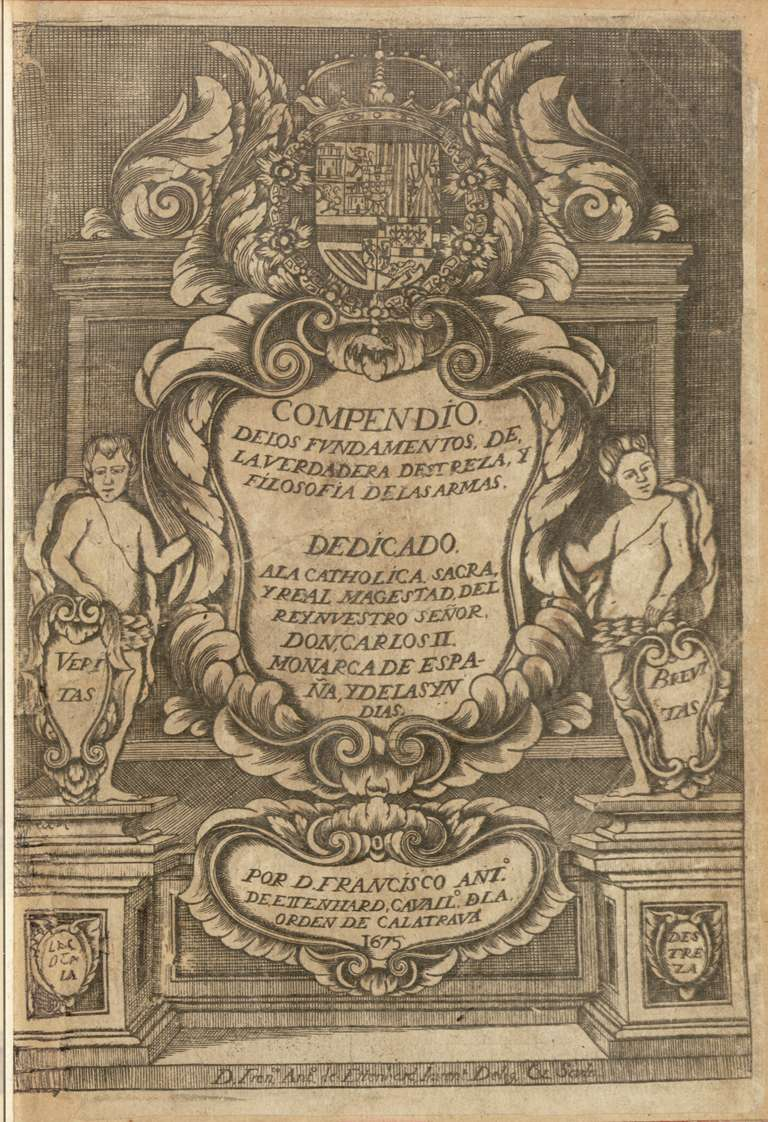
Обложка сборника Основы реального мастерства и философии оружия, Мадрид, Антонио де Сафра, 1675. Автор: Франсиско Антонио де Эттенхард (де Тенарде) и Абарка, изобретатель, рисовальщик и гравер

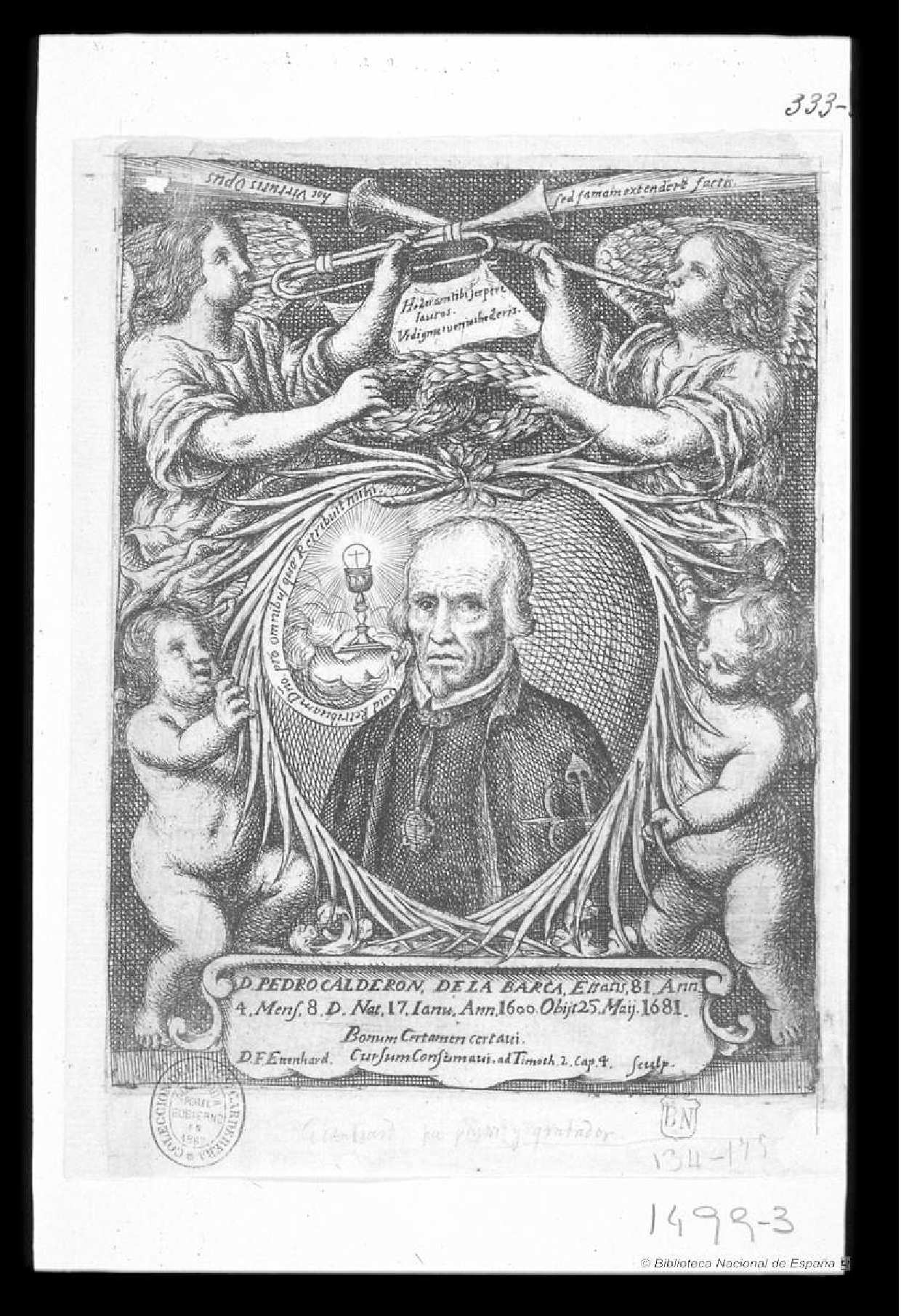
Эттенхард-портрет Педро Кальдерона-де-ла-Барка

Франсиско Анто́нио де Эттенха́рд и Аба́рка (Francisco Antonio de Ettenhard y Abarca) (Мадрид, 1650 — 1701) был испанским дворянином и военным.

## Биография
Франсиско Антонио де Эттенхард и Абарка был рыцарем Ордена Калатравы, служил с первых лет королю Карлу II, как капитан-лейтенант немецкого действующего караула, до тех пор, пока он не был расформирован монархом Испании Филиппом V. С тех пор он полностью посвятил себя искусству, которое до этого момента культивировал в живописи и фехтовании. Последняя дисциплина подчинила его вплоть до того, что в его доме появилась академия.
Эттенхард и Абарка считается одним из четырёх великих мастеров школы реального мастерства испанского оружия.
Умер он в Мадриде около 1701 года и похоронен в своей часовне, Капилья-де-ла-Консепсьон в церкви Сан-Гинес.

## Трактаты по фехтованию
Сборник «Основы реального искусства и философии оружия», написанный Франсиско де Эттенхардом и опубликованный в Мадриде Антонио де Сафра в 1675 году, является трактатом библиографий и рассказов по фехтованию, таких как де Гелли, Замок Эгертон, Морено и Легина. Где трактат выступает как одна из значительных работ по фехтованию XVII века на испанском языке.
В дополнение к сборнику, он написал работу «Фехтование на итальянском и испанском», напечатаную в 1697 году.
Его работы о продолжили доктрины Луиса Пачеко де Нарваэса, последователем корого он себя провозгласил, а также Мигеля Переса де Мендоса и Кихада.
Его тексты придают большое значение изложению геометрических и математических принципов, необходимых для тех, кто хочет научиться истинному мастерству владения мечом и тщательно описывают, как и Лоренц-де-Рада, углы положения стрелков, вписанных в круг и действия, которые необходимо разработать. Эти тексты представляют учение ясно, просто и всесторонне. Они оказали большое влияние на развитие испанского фехтования.
Любитель рисунка и умелый гравер сам занимался рисованием и гравировкой обложки своих произведений. Кроме того в 1684 году он выгравировал портрет Педро Кальдерона де ла Барки для работы Гаспар Агустин де Лара, Похоронный обелиск, пирамиды, которые построили бессмертную память Педро Кальдерона де ла Барки .